# Lewartowski
Lewartowski – polski herb baronowski, odmiana herbu Lewart, nadany wraz z tytułem w Galicji.

## Opis herbu
Opis stworzony zgodnie z klasycznymi zasadami blazonowania:
W polu błękitnym lampart wspięty, o czerwonym języku, ukoronowany. Nad tarczą korona baronowska opleciona sznurem pereł, nad którą hełm w koronie, z której klejnot: pół lamparta wspiętego jak w godle.

## Najwcześniejsze wzmianki
Nadany z tytułem baronowskim i predykatem wohlgeboren 2 września 1783 Pawłowi Janowi von Lewartów-Lewartowskiemu, freiherrowi. Podstawą nadania tytułu był patent szlachecki z 1778, legitymacja szlachectwa, wykazanie urzędników ziemskich wśród przodków, domicyl oraz oddanie dworowi cesarskiemu. W wywodzie genealogicznym, wnioskodawca wymienił wśród przodków m.in. Jana Firleja.

## Herbowni
Jedna rodzina herbownych:
freiherr von Lewartów-Lewartowski.